# 我為何寫作
我为何写作（英语：Why I Write）是乔治·奥威尔的一篇散文，详细描述了他成为作家的个人历程。它首次出版于 1946 年夏季版的《甘格尔》（英语：Gangrel ），该杂志的编辑 JBPick 和 Charles Neil 曾请一些作家来解释他们写作的原因。
该文章是一篇微型自传，乔治·奥威尔在其中写道，他先是完成了诗歌，并尝试了短篇小说，并在脑海中不断地讲述着关于自己的“故事”，最终成为一名成熟的作家。同时它也阐述了写作的一些重要动机。

## 写作的四个动机
乔治·奥威尔列出了他认为每个作家都存在的“写作的四大动机”。他解释说，所有动机都存在且比例不同，这些比例会不时变化。四个动机如下：
1. 纯粹的利益——奥威尔认为，一位作家写作目的是“希望看起来很聪明，被人谈论，死后被人记住，让你自己回到童年时冷落你的成年人身上等等。” 他说，这是作家、科学家、艺术家和律师共同的动机——“整个人类的顶层”——并且大多数人类，而不是极度自私，在大约 30 岁之后放弃了个人野心。然而，仍然有少数人决心“过自己的生活到最后，作家属于这一类”。严肃的作者比记者更虚荣，尽管“对金钱不那么感兴趣”。
2. 审美热情——奥威尔解释说，写作中的当下是使一个人的作品看起来和听起来都不错的愿望，“对一种声音对另一种声音的影响，在好散文的坚定性或好故事的节奏中感到愉悦”。他说，这种动机“在许多作家中非常微弱”，但仍然存在于所有写作作品中。
3. 历史冲动——奥威尔总结说，这种动机是“希望看到事物的本来面目，找出真实的事实并将其储存起来以供后代使用。”
4. 政治目的——奥威尔写道“没有一本书真正没有政治偏见”，并进一步解释说，这种动机在最广泛意义上的所有写作形式中都非常普遍，理由是“希望将世界推向某个方向”在每个人。他最后说：“认为艺术与政治无关的观点本身就是一种政治态度。”

在这篇文章中，奥威尔描绘了他自己成为政治作家的发展历程。他引用西班牙内战作为塑造他写作的政治倾向的决定性事件：
1936-1937年的西班牙战争和其他事件改变了规模，此后我知道了自己的立场。据我所知，自1936年以来，我所写的每一行严肃作品都是直接或间接地反对极权主义和支持民主社会主义的。
奥威尔被认为是一位非常政治化的作家，他说从本质上讲，他是“一个前三个动机比第四个动机更重要的人”，而且他“可能几乎没有意识到他的政治忠诚” ，但他“被迫成为一种宣传册”，因为他的时代并不平静。自1936-1937年以来的十年里，奥威尔的愿望一直是“将政治写作变成一门艺术”。他在文章的结尾解释说：“我总是在缺乏政治目的的情况下写出毫无生气的书，并被出卖成紫色散文、没有意义的句子、装饰性的形容词和一般的骗局。”